# Compsobuthus starhai
Espèce
Compsobuthus starhai est une espèce de scorpions de la famille des Buthidae.

## Distribution
Cette espèce est endémique du Pount en Somalie. Elle se rencontre vers Bosaso.

## Description
Le mâle holotype mesure 29,84 mm.

## Systématique et taxinomie
Cette espèce a été décrite par Kovařík en 2025.

## Étymologie
Cette espèce est nommée en l'honneur de Roman Štarha.

## Publication originale
- Kovařík, 2025 : « Scorpions of the Horn of Africa (Arachnida, Scorpiones). Part XXXVI. Compsobuthus starhai sp. n. from Somalia (Puntland) (Buthidae). » Proceedings of the Zoological Society, no 408, p. 1-14 (texte intégral).